# 16. децембар
16. децембар (16.12.) је 350. дан године по грегоријанском календару (351. у преступној години). До краја године има још 15 дана.

## Догађаји
- 1598 — Корејска морнарица адмирала Ји Сан-шина је поразила јапанску флоту у бици у Норјаншком мореузу.
- 1653 — Вођа енглеских парламентариста у грађанском рату против монархиста Оливер Кромвел проглашен доживотним лордом протектором Енглеске, Шкотске и Ирске.
- 1689 — Парламент Енглеске је усвојио Повељу о правима.
- 1773 — Незадовољна високим увозним царинама и британском колонијалном влашћу, група америчких колониста, маскирана у Индијанце, у Бостонској луци са једног британског брода у море побацала сандуке чаја. Тај догађај, касније назван "Бостонска чајанка", наговестио Амерички рат за независност, започет 1775.
- 1835 — У великом пожару који је захватио Њујорк уништено 600 грађевина.
- 1838 — Бури су се током Велике сеобе сукобили с племеном Зулу и у бици на Крвавој Реци побили 3.000 припадника тог племена.
- 1885 — У Сарајеву почео да излази српски књижевни лист "Босанска вила"
- 1916 — Група руских племића предвођена Феликсом Јусуповим је убила мистика и пустолова Григорија Распућина.
- 1920 — У једном од најтежих земљотреса у свету у кинеској провинцији Гансу погинуло око 180.000 људи.
- 1934 — Пуштен у саобраћај први београдски друмски мост преко Саве, назван „Земунски мост краља Александра“. Дигнут у ваздух у априлу 1941, а на месту висећег моста 1957. подигнут мост незванично назван Бранков мост.
- 1944 — Немци у Другом светском рату у Арденима пробили америчке линије одбране и почели контраофанзиву на Западном фронту. У борбама окончаним немачким поразом савезници изгубили 77.000 војника, а Немци 130.000.
- 1949 — Вођа борбе за независност Ахмед Сукарно изабран за првог председника Индонезије после стицања независности земље од Холандије.
- 1960 — Два путничка авиона су се сударила у ваздуху због густих облака изнад Статен Ајланда, при чему су погинуле 134 особе.
- 1966 — Савет безбедности Уједињених нација на предлог Велике Британије једногласно изгласао економске санкције против режима беле мањине у Родезији.
- 1971 — Пакистанске трупе предале се индијској војсци и Ослободилачкој армији Источног Бенгала. Тиме окончан Индијско-пакистански рат и сачувана независност нове државе Бангладеш, прокламоване у марту 1971.
- 1993 — Шест земаља-чланица Европске уније, односно Уједињено Краљевство, Немачка, Француска, Италија, Холандија и Данска, упркос противљењу Грчке, признало Републику Македонију.
- 1995 — Савет безбедности УН дао снагама НАТО овлашћење да преузму надлежност над мировним операцијама у Босни и Херцеговини. Тиме је окончана мисија УНПРОФОР-а и створени правни услови да НАТО почне мисију надгледања спровођења мира у Босни.
- 1997 — Петнаест косовских Албанаца оптужених за тероризам и припадност илегалној организацији Ослободилачка војска Косова осуђено у Приштини на казне затвора од четири до 20 година.
- 2001 — Први амерички брод од 1962, када су САД увеле ембарго против Кубе, стигао у луку у Хавани, носећи око 500 тона смрзнуте хране.
- 2002 — Пред Трибуналом у Хагу почела тродневна расправа о пресуди бившој председници Републике Српске Биљани Плавшић, која је признала кривицу за злочине против човечности током рата у БиХ.
- 2020 — Кинеска свемирска сонда Чанге-5, која је са собом носила око два килограма узорака са Месеца, успешно се вратила на Земљу.

## Рођења
- 1485 — Катарина од Арагона, шпанска принцеза, прва од шест жена енглеског краља Хенрија VII. (прем. 1536)[1]
- 1775 — Џејн Остин, енглеска књижевница. (прем. 1817)[2]
- 1888 — Александар I Карађорђевић, југословенски краљ. (прем. 1934)
- 1888 — Герхард Геземан,  немачки cлависта, фолклориста, књижевни критичар и професор. (прем. 1948)[3]
- 1896 — Иван Мерц, хрватски академик. (прем. 1928)[4]
- 1901 — Маргарет Мид, америчка културална антрополошкиња и књижевница. (прем. 1978)[5]
- 1917 — Артур Ч. Кларк, енглески писац и проналазач. (прем. 2008)[6]
- 1928 — Филип К. Дик, амерички писац, најпознатији по делима научнофантастичног жанра. (прем. 1982)[7]
- 1938 — Лив Улман, норвешка глумица, редитељка и сценаристкиња.[8]
- 1938 — Вера Чукић, српска глумица.[9]
- 1945 — Жељко Бебек, босанскохерцеговачко-хрватски музичар, најпознатији као певач групе Бијело дугме.
- 1946 — Бени Андерсон, шведски музичар, композитор и музички продуцент, најпознатији као члан групе ABBA.[10]
- 1947 — Бен Крос, енглески глумац. (прем. 2020)[11]
- 1949 — Били Гибонс, амерички музичар, музички продуцент и глумац, најпознатији као басиста и певач групе ZZ Top.
- 1955 — Зандер Беркли, амерички глумац и продуцент.
- 1961 — Рон Ејти, амерички уметник перформанса.[12]
- 1961 — Бил Хикс, амерички комичар. (прем. 1994)[13]
- 1963 — Бенџамин Брет, амерички глумац и продуцент.[14]
- 1963 — Виорика Данчила, румунска политичарка.[15]
- 1964 — Хајке Дрекслер, немачка атлетичарка.[16]
- 1967 — Миранда Ото, аустралијска глумица.[17]
- 1969 — Адам Рис, амерички астрофизичар, добитник Нобелове награде за физику (2011).[18]
- 1971 — Пол ван Дајк, немачки ди-џеј, музичар и музички продуцент.
- 1973 — Мариза, португалска фадо музичарка.[19]
- 1979 — Михај Трајстарју, румунски музичар.
- 1981 — Кристен Ритер, америчка глумица, модел, музичарка и списатељица.[20]
- 1983 — Џои Дорси, амерички кошаркаш[21]
- 1984 — Тео Џејмс, енглески глумац.
- 1988 — Ана Поплвел, енглеска глумица.
- 1988 — Матс Хумелс, немачки фудбалер.[22]
- 1988 — Алексеј Швед, руски кошаркаш.[23]
- 1990 — Марина Алексић, српска глумица.[24]
- 1991 — Никола Козомара, српски бициклиста.[25]
- 1997 — Сара Ларсон, шведска музичарка.[26]
- 2005 — Коста Недељковић, српски фудбалер.

## Смрти
- 1515 — Афонсо де Албукерк, португалски племић и поморски официр. (рођ. 1453)[27]
- 1853 — Јохан Питер Хазенклевер, немачки сликар. (рођ. 1810)[28]
- 1859 — Вилхелм Грим, немачки књижевник и филолог. (рођ. 1786)[29]
- 1914 — Иван Зајц, хрватски композитор, диригент и педагог. (прем. 1832)
- 1921 — Камиј Сен-Санс, француски композитор, диригент, пијаниста и оргуљаш. (рођ. 1835)[30]
- 1931 — Димитрије Руварац, српски историчар и свештеник. (рођ. 1842)[31]
- 1955 — Милан Вујаклија, српски преводилац и лексикограф. (рођ. 1891)[32]
- 1965 — Вилијам Самерсет Мом, енглески књижевник и драматург. (рођ. 1874)[33]
- 1989 — Ли ван Клиф, амерички глумац. (рођ. 1925)
- 1989 — Силвана Мангано, италијанска глумица. (рођ. 1930)
- 2015 — Љубица Габрић, италијанска атлетичарка (бацање диска). (рођ. 1914)
- 2022 — Синиша Михајловић, српски фудбалер и фудбалски тренер. (рођ. 1969)

## Празници и дани сећања
- Српска православна црква данас прославља
  - Свети пророк Софонија
  - Преподобни Јован Ћутљиви